# Hugo Troendle
Hugo Troendle (* 28. September 1882 in Bruchsal; † 22. Februar 1955 in München) war ein deutscher Künstler.

## Leben
Troendle studierte von 1900 bis 1904 an der Kunstgewerbeschule und an der Kunstakademie Karlsruhe bei Ludwig Schmid-Reutte, Emil Lugo und Hans Thoma. 1906 zog er nach München und begegnete dort Jan Verkade, Curt Herrmann und Alexej von Jawlensky. Von 1908 bis 1912 hielt sich Troendle in Paris auf, wo er im Café du Dôme verkehrte und mit Künstlern wie Ahlers-Hestermann, Purrmann, Levy, aber auch Redon, Pascin und Bonnard befreundet war. In dieser Zeit setzte Troendle seine Ausbildung bei Paul Sérusier und Maurice Denis fort. Neben den Arbeiten der Nabis beeindruckten ihn insbesondere die Werke von Paul Cézanne.
Nach der Rückkehr aus Frankreich folgten Reisen in die Niederlande, nach Belgien, England, Italien und die Schweiz (1917–1919). 1912/13 besuchte Troendle beispielsweise gemeinsam mit Theodor Däubler Forte del Marmi.
In Berlin organisierte Max Liebermann für Troendle Ausstellungen, während er in München eine Malschule leitete. 1914 war er als Mitglied des Internationalen Künstlerbundes an der 1. Ausstellung der Neuen Secession beteiligt. Dieser trat er 1921 bei. Von 1929 bis zur Zwangsauflösung des DKB durch die Nationalsozialisten 1936 beteiligte sich Hugo Troendle als ordentliches Mitglied des Deutschen Künstlerbundes an dessen großen Jahresausstellungen, ab 1930 war er Mitglied der Badischen Secession. 1923 erhielt er den Albrecht-Dürer-Preis der Stadt Nürnberg, 1927 verlieh der Freistaat Bayern Troendle den Titel eines Professors der bildenden Künste. 
In der Zeit des Nationalsozialismus war Troendle obligatorisch Mitglied der Reichskammer der bildenden Künste. Für diese Zeit ist seine Teilnahme an 14 großen Gruppenausstellungen sicher belegt.
Den Nazis galten einige seiner Werke als „entartet“, und 1937 wurden im Rahmen der deutschlandweiten konzertierten Aktion „Entartete Kunst“ nachweislich vier davon aus der Städtischen Sammlung Freiburg im Breisgau (Augustinermuseum), dem Städtischen Kunsthaus Kassel, der Bayerischen Staatsgemäldesammlungen München und der Städtischen Galerie Nürnberg beschlagnahmt.
Nach dem Ende des NS-Staats war Troendle Mitglied der Neuen Gruppe. Er erhielt 1952 den Kulturpreis der Stadt München. Eine erste Gedächtnisausstellung wurde 1955 vom Münchener Kunstverein ausgerichtet, in einer weiteren (kollektiven) Ausstellung für die verstorbenen Mitglieder der Neuen Gruppe im Haus der Kunst wurden drei seiner Ölbilder gezeigt. Im Münchner Stadtbezirk Moosach wurde 1970 eine Straße nach ihm benannt.
Landschaften und Genreszenen mit Wäscherinnen und Badenden am Bach waren Troendles zentrale Themen. Die Bildstruktur Cézannes mit der Verselbstständigung der Farben und der Verfestigung der Bildform beeinflussten ihn stark. Troendle zählt zu den Künstlern, die die französische Kunst in Deutschland weiterentwickelten. Er verarbeitete aber auch Tendenzen des späten Impressionismus.
Als Kunstschriftsteller veröffentlichte Troendle Beiträge über Degas, Poussin, Redon, Verkade, Vuillard und Sérusier.

## Werke

### 1937 als "entartet" nachweislich aus öffentlichen Sammlungen beschlagnahmte Werke
- Fahrendes Volk (Tafelbild, 1925; zerstört)
- Wäscherinnen (Tafelbild; zerstört)
- Pferde und Kinder (Öl auf Pappe, 34 × 42 cm, 1927; 1939 zur „Verwertung“ auf dem Kunstmarkt an den Kunsthändler Bernhard A. Böhmer, Verbleib bisher ungeklärt)
- Abend im Bauernhof (Öl; 1939 zur „Verwertung“ auf dem Kunstmarkt an den Kunsthändler Bernhard A. Böhmer. Verbleib bisher ungeklärt)

### Weitere Werke (Auswahl)
- Bauerngehöft mit ländlichen Figuren
- Wirtsgarten mit Landleuten
- Kinder im Park, Öl auf Leinwand, 52 × 63 cm
- Kinder im Wald, Öl auf Leinwand, 54 × 65 cm